# Sahar Khalifa
Pour les articles homonymes, voir Khalifa.
Sahar Khalifa (en arabe : سحر خليفة), née en 1941 à Naplouse en Cisjordanie, est une femme de lettres palestinienne.

## Biographie
Après avoir étudié à l'université de Bir Zeit, dans les territoires palestiniens occupés, elle est partie étudier la littérature anglo-saxonne aux États-Unis (université de l'Iowa), avant de revenir en Palestine en 1988. Là elle a fondé le Centre d'études féminines, qu'elle continue à diriger. Elle est considérée comme l'un des écrivains palestiniens majeurs. Elle a écrit plusieurs romans (ainsi que des essais sur la condition de la femme), dont beaucoup ont été traduits en plusieurs langues, notamment l'allemand, l'anglais, l'hébreu et l'italien.

## Prix et distinctions
- Prix Alberto Moravia de fiction étrangère (Rome) en 1996.
- Prix Qasim Amin de littérature féminine en 1999.
- Prix Naguib-Mahfouz (décerné par l'université américaine du Caire) en décembre 2006 pour Une image, une icône et un ancien testament
- Prix des lecteurs du Var (décerné par le Département du Var) en novembre 2008 pour Un printemps très chaud, Seuil, 2008.